# Чемусово
Чемусово — село в Борзинском районе Забайкальского края России в составе сельского поселения Кондуйское.

## География
Расположено в восточной части района примерно в 60 километрах на восток-северо-восток от районного центра города Борзи.

## Население
| 2021 |
| ---- |
| 0    |

## Климат
Климат резко континентальный с жарким летом и холодной солнечной и малоснежной зимой. Средняя температура в июле +16 — +20°С), в январе −26 — −28 °С. Ср. кол-во осадков не превышает 350 мм/год, особенно засушливы весна и начало лета. Продолжительность вегетационного периода до 150 дней и более.

## История
Решение образовать новый населённый пункт при ферме было принято в 2013 году Законом Забайкальского края с предполагаемым наименованием Чинам. В 2017 году в Постановлении Заксобрания края уже упоминается новое наименование Чемусово. Законом Забайкальского края от 14 марта 2018 года наименование Чинам было заменено на Чемусово окончательно. На федеральном уровне наименование Чемусово было присвоено Распоряжением Правительства России от 11 октября 2018 года N 2186-р.